# James Honeyman-Scott
James Honeyman-Scott (4 de novembro de 1956 – 16 de junho de 1982) foi um guitarrista e compositor britânico, mais conhecido como membro fundador da banda de rock The Pretenders.
Morreu em 1982 vítima de overdose de cocaína e heroína.
Está sepultado na Igreja São Pedro, Herefordshire na Inglaterra.